# Lars Hirschfeld
Lars Justin Hirschfeld (Edmonton, Alberta, 17 de octubre de 1978) es un exfutbolista canadiense, de ascendencia alemana que jugó en el KFUM Oslo de Noruega. Jugaba de portero. Actualmente es el entrenador de porteros del FC Edmonton.

## Biografía
Lars Hirschfeld tiene nacionalidad canadiense y alemana, debido a que su padre es de Plettenberg, Alemania (emigró a Canadá en 1972 por motivos laborales). Su madre también es alemana, de Girbigsdorf.
Empezó su carrera profesional en su país, en 1997, en el Edmonton Drillers.
Al año siguiente se marcha a Alemania para jugar con el Energie Cottbus.
Luego regresa a Canadá, donde juega en el Vancouver Whitecaps y en el Calgary Mustangs.
En 2003 el Tottenham Hotspur inglés se fija en él después de su gran actuación en la Copa de Oro de la CONCACAF de 2002 y decide ficharlo, aunque luego el club termina cediéndolo. De esta manera Hirschfeld juega en el Luton Town FC y en el Gillingham FC.
En 2004 se marcha al Leicester City FC. En este equipo casi no dispone de oportunidades de jugar, y a los pocos meses se marcha en calidad de cedido al Dundee United de Escocia.
En 2005 emigra a Noruega. Allí recala en el Tromsø IL y más tarde se une al Rosenborg Ballklub, con el que se proclama campeón de la Liga de Noruega.
En 2007 firmó contrato con el club, el CFR Cluj rumano, equipo que tuvo que realizar un desembolso económico de € 1,3 millones para poder hacerse con sus servicios. Conquista los dos títulos nacionales (Liga y Copa) en su primera temporada.
El 26 de junio de 2009, regresó a Energie Cottbus, firmANDO un contrato hasta el 30 de junio de 2011. El 15 de enero de 2010 abandonó su club Energie Cottbus y regresó a Noruega para firmar por Vålerenga Fotball.
El 21 de enero de 2016 firmó con KFUM, que fue promovido al OBOS-ligaen (segundo nivel noruego) por primera vez en 2015.

## Selección nacional
Ha sido internacional con la Selección de fútbol de Canadá en 28 ocasiones. Su debut con la camiseta nacional se produjo el 11 de enero de 2000 en un partido amistoso contra Bermuda.
Ha participado con su selección en la Copa de Oro de la CONCACAF de 2002, donde ayudó a su equipo a finalizar en tercera posición y fue elegido mejor portero del torneo (recibió cuatro goles en cinco partidos).

## Clubes
| Club                         | País       | Año       |
| ---------------------------- | ---------- | --------- |
| Edmonton Drillers            | Canadá     | 1997-1998 |
| Energie Cottbus              | Alemania   | 1998-2000 |
| Calgary Mustangs             | Canadá     | 2000      |
| Vancouver Whitecaps          | Canadá     | 2001      |
| Calgary Mustangs             | Canadá     | 2001-2002 |
| Tottenham Hotspur FC         | Inglaterra | 2003      |
| Luton Town Football Club     | Inglaterra | 2002-2003 |
| Gillingham Football Club     | Inglaterra | 2003-2004 |
| Leicester City Football Club | Inglaterra | 2004      |
| Dundee United Football Club  | Escocia    | 2004-2005 |
| Tromsø IL                    | Noruega    | 2005      |
| Rosenborg Ballklub           | Noruega    | 2006-2007 |
| CFR Cluj                     | Rumania    | 2007-2009 |
| Energie Cottbus              | Alemania   | 2009      |
| Vålerenga Oslo IF            | Noruega    | 2010-2015 |
| KFUM                         | Noruega    | 2016      |

## Títulos
- 1 Liga de Noruega (Rosenborg Ballklub, 2006)
- 1 Liga de Rumania (CFR Cluj, 2008)
- 1 Copa de Rumania (CFR Cluj, 2008)
- 1 Supercopa de Rumanía (CFR Cluj, 2008)
- Mejor portero de la Copa de Oro de la CONCACAF 2002